# Roa (kommunhuvudort)
Roa är en kommunhuvudort i Spanien.   Den ligger i provinsen Provincia de Burgos och regionen Kastilien och Leon, i den centrala delen av landet, 140 km norr om huvudstaden Madrid. Roa ligger 819 meter över havet och antalet invånare är 2 251.
Terrängen runt Roa är huvudsakligen platt, men åt sydväst är den kuperad. Runt Roa är det glesbefolkat, med 17 invånare per kvadratkilometer. Närmaste större samhälle är Aranda de Duero, 20,0 km öster om Roa. Trakten runt Roa består till största delen av jordbruksmark.